# DAT LT
DAT LT (ehemals DOT LT – Danu oro transportas Lietuvos) ist eine litauische Charterfluggesellschaft mit Sitz in Kaunas und Basis auf dem Flughafen Kaunas. Sie ist Mitglied der European Regional Airlines Association.

## Geschichte
DAT LT wurde 2003 als Danu oro transportas Lietuvos gegründet und nahm den Flugbetrieb 2004 auf. Unterstützt wurde sie durch die dänische Danish Air Transport, die auch größter Anteilseigner der Gesellschaft ist. 
Am 13. April 2006 wurde sie in DOT LT umbenannt. Bis zum 30. März 2007 flog sie im Liniendienst von Palanga und Kaunas nach Billund, die Flüge wurden jedoch ersatzlos eingestellt.
Im Jahr 2019 in wurde sie in DAT LT umbenannt.

## Dienstleistungen
DAT LT setzt ihre Flotte für andere Gesellschaften oder im Frachtdienst ein. Zudem führt sie auch Charterflüge in ganz Europa durch.

## Flotte

### Aktuelle Flotte

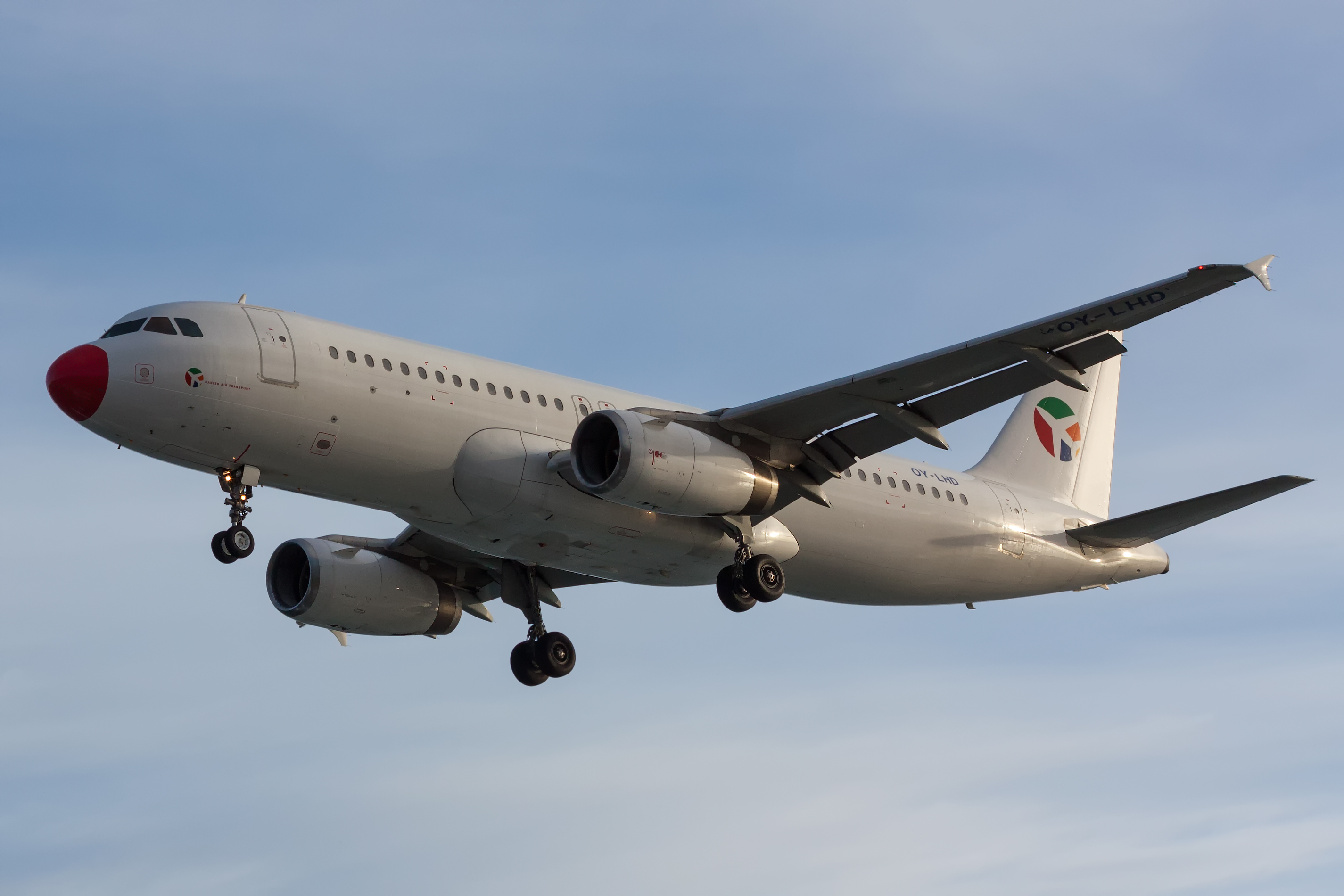
Airbus A320-200 der DAT LT

Mit Stand April 2025 besteht die Flotte von DAT LT aus zwei Flugzeugen mit einem Alter von 22,9 Jahren:
| Flugzeugtyp | Anzahl | bestellt | Anmerkungen | Sitzplätze | Durchschnittsalter |
| ----------- | ------ | -------- | ----------- | ---------- | ------------------ |
| ATR 42-500  | 1      |          |             | 48         | 30,4 Jahre         |
| ATR 72-500  | 1      |          |             | 72         | 15,4 Jahre         |
| Gesamt      | 2      | –        |             |            | 22,9 Jahre         |

### Ehemalige Flugzeugtypen
- ATR 42-300